# Arctica (geologie)
Arctica was een paleocontinent dat ongeveer 2,5 miljard jaar geleden rond de tegenwoordige Noordpool lag.
Het bestond uit platen die nu deel uitmaken van Canada en Siberië.